# Анте Будимир (политичар)
Анте Будимир (Вир, код Посушја, 1935 — Сарајево, 2. април 2014) био је друштвено-политички радник Социјалистичке Републике Босне и Херцеговине.

## Биографија
Рођен је 1935. у Виру, код Посушја. Завршио је Факултет политичких наука у Сарајеву. Члан је Савеза комуниста Југославије од 1955. године.
Налазио се на више политичких функција — био је члан Среског одбора Социјалистичког савеза радног народа Мостара, члан Председништва Универзитетског одбора Савеза студената Босне и Херцеговине, председник Скупштине општине Посушје, члан Секретаријата Централног комитета Савеза комуниста Босне и Херцеговине, од децембра 1971. године.
На Шестом конгресу биран је за секретара у Извршном комитету Председништва ЦК СК Босне и Херцеговине. Од маја 1978. налазио се на дужности председника Републичког већа Савеза синдиката Босне и Херцеговине. На ову дужност поново је изабран марта 1980. и обављао је до марта 1981. године.
Био је члан Председништва Републичке конференција Социјалистичког савеза радног народа Босне и Херцеговине (ССРН). Маја 1984. изабран је за делегата Већа република и покрајина Скупштине СФРЈ из СР Босне и Херцеговине. Био је председник скупштинског Одбора за спољну политику.
Умро је 2. априла 2014. у Сарајеву, где је и сахрањен.